# Universo de Friedmann-Einstein
El universo de Friedmann-Einstein es un modelo cosmológico del universo publicado por Albert Einstein en 1931. El modelo tiene una importancia histórica como la primera publicación científica en la que Einstein abrazó la posibilidad de un cosmos de radio variable en el tiempo. En este modelo "el universo sufre una expansión seguida de una contracción" a diferencia del modelo de Einstein-de Sitter de 1932 que "se expande monótonamente". "Por tanto, reproduce el escenario del Big Crunch de Friedmann".

## Descripción
Al interpretar el descubrimiento de Edwin Hubble de una relación lineal entre los corrimientos al rojo de las galaxias y su distancia radial como evidencia de un universo en expansión, Einstein abandonó su modelo estático anterior del universo y abrazó la cosmología dinámica de Alexander Friedmann. Al eliminar el término constante cosmológica de las ecuaciones de Friedmann por considerarlo insatisfactorio e innecesario, Einstein llegó a un modelo de un universo que se expande y luego se contrae, modelo que más tarde se denominó modelo del universo de Friedmann-Einstein.
En el modelo, Einstein derivó expresiones simples que relacionan la densidad de la materia, el radio del universo y el período de expansión con la constante de Hubble. Con el uso del valor contemporáneo de 500 km·s −1 Mpc −1 para la constante de Hubble, calculó valores de 10 −26 cm −3, 10 8 años luz y 10 10 años para la densidad de la materia, el radio del universo y el período de expansión, respectivamente. Recientemente se ha demostrado que estos cálculos contienen un ligero error sistemático.

## La pizarra de Einstein
En mayo de 1931, Einstein eligió el universo de Friedmann-Einstein como tema de su segunda conferencia de Rodas en la Universidad de Oxford. Una pizarra utilizada por Einstein durante la conferencia, ahora conocida como Pizarra de Einstein, se conserva en el Museo de Historia de la Ciencia de Oxford. Se ha sugerido  que la fuente de los errores numéricos en el modelo de Friedmann-Einstein se puede discernir en la Pizarra de Einstein.